# Malus sieboldii
Espèce
Synonymes
- Crataegus cavaleriei H. Lév. & Vaniot[2]
- Crataegus taquetii H. Lév.[2]
- Malus baccata subsp. toringo (K. Koch) Koidz.[2]
- Malus heterophylla Sumner[3] [2]
- Malus hupehensis Koidz.[4]
- Malus sieboldii var. incisa Koidz.[3] [2]
- Malus sieboldii var. toringo (K. Koch) Siebold ex C.K. Schneid.[2]
- Malus sieboldii (Regel) Rehder[4]
- Malus sieboldii Rehder[5]
- Malus toringo (K. Koch) Carrière[2]
- Malus toringo (Siebold) Siebold ex de Vriese (préféré par UICN)[4]
- Malus toringo (Siebold) de Vriese (préféré par GRIN)[5]
- Malus toringo (Siebold) de Vriese[2]
- Photinia rubrolutea H. Lév.[2]
- Pyrus esquirolii H. Lév.[2]
- Pyrus sieboldii Regel[3] [5] (basionyme)
- Pyrus toringo (Siebold) Miq.[5]
- Sorbus toringo Siebold[4] [5]

Statut de conservation UICN

 DD  : Données insuffisantes
Le Pommetier de Siebold, ou Pommetier toringo, de son nom scientifique : Malus sieboldii ou Malus toringo selon les sources,est une espèce de plantes à fleurs de la famille des Rosaceae. C'est un pommier sauvage, originaire d'Asie (Chine, Japon, Corée).

## Description

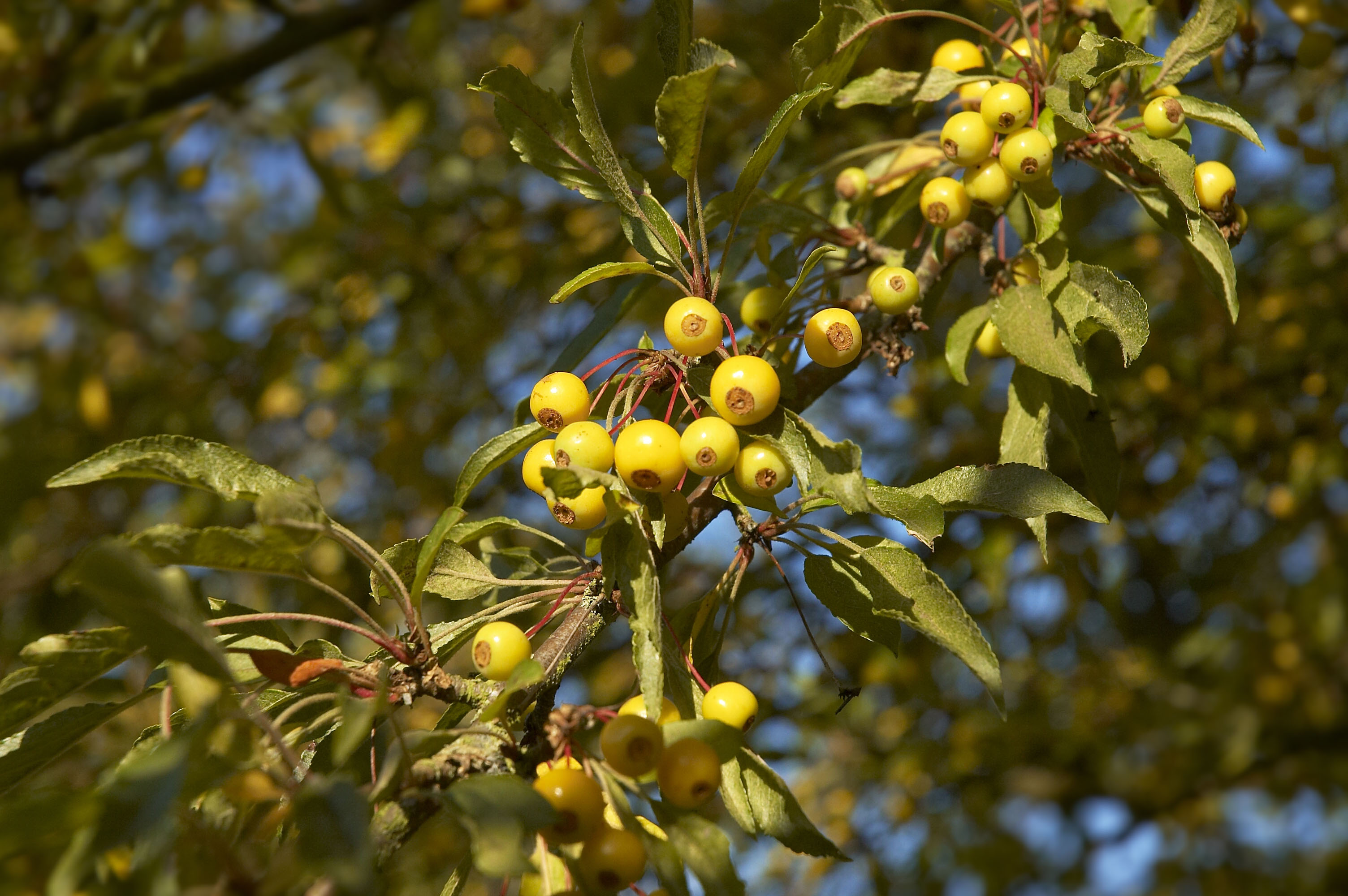
Fruits.

Le pommier Toringo est un petit arbre hermaphrodite à feuilles caduques. Parfois buissonnant, il mesure de 4 à 5 mètres. 
Les boutons floraux apparaissent au printemps. Ils sont pourpres, tandis que les fleurs de 2 à 3 cm de diamètre sont rose clair lorsqu'elles éclosent et deviennent blanches lorsqu'elles dépérissent. Elles donnent de petits fruits ronds rouges ou orange de 6-8 mm de diamètre.

## Utilisation
Cette espèce peut être utilisée comme un arbre d'ornement pour ses fleurs voyantes au printemps et ses fruits restant longtemps sur l'arbre en hiver. En Chine, il est parfois utilisé comme porte-greffe du pommier.

## Liste des variétés
Selon The Plant List (28 janvier 2018) :
- Malus sieboldii var. zumi (Matsum.) Asami

Selon Tropicos (28 janvier 2018) (Attention liste brute contenant possiblement des synonymes) :
- Malus sieboldii var. arborescens Rehder
- Malus sieboldii var. calocarpa Rehder
- Malus sieboldii var. incisa Koidz.